# Boulouparis
Boulouparis (prononcé [bulupaʁi] ; Berepwari en xârâcùù) est une commune française de Nouvelle-Calédonie, située sur la côte ouest de la Grande Terre, en Province sud, sur la RT1.
La commune fait partie de l'aire coutumière Xaracuu.

## Géographie
D'une superficie d’environ 91 000 hectares, sa densité de population est faible : avec une population de 3 315 habitants, la densité n'est que de 3,8 habitants au km2. Le point culminant de la commune est la zone dite Oouatom, qui atteint une altitude de 1441 mètres.
Les communes limitrophes sont :
- côte ouest : Païta au sud, La Foa au nord,
- côte est : Thio.

## Histoire

### 1857-1881
Le gouverneur Eugène du Bouzet, qui reconnaît la région de la baie de St-Vincent lors d'une exploration à bord du Styx en octobre 1857, la déclare propice à la colonisation: "Il y a là et à Ouitoé beaucoup de terrains qui sont propres à la culture. Loin d'être occupés par les indigènes, le temps viendra où l'on pourra y placer des colons, mais nous devons rayonner d'abord autour de notre établissement [Port-de-France]" (Rapport du 23 octobre 1857, Archives d'outremer, ncl 42). Un des tout premiers Européens à s'établir dans cette région est James Paddon (1812-1861) qui, en 1857 place 200 têtes de bétail et 400 moutons sur l'île Ducos gardés par deux Chinois, et monte une laiterie pour fabriquer beurre et fromage.
À la fin des années 1860, la région de Bouloupari se peuple d'Européens, notamment d'éleveurs et de gérants de station anglo-saxons. Le 20 octobre 1867, un nommé Stuart demande un permis d'occupation pour un terrain non délimité de 500 ha dans la région de la Ouaménie à Bouloupari.
Puis, un négociant en vins néo-zélandais James Cruickshank, attiré par l'affairiste John Higginson, occupe à partir 22 octobre 1867, une surface de 800 ha non délimitée du périmètre de Boulouparis en bordure de la Oua Ya. Il fait recruter de jeunes néo-zélandais, dont James Walker et les frères John et Robert Henderson (tous les trois débarqués avec John Higginson le 19 octobre 1868 du Kenilworth en provenance d'Auckland), pour s'y installer. Les nommés Begg, Lewis, Robertson ont débarqué un mois auparavant le 18 septembre 1868 du Coëtlogon en provenance de Sydney également accompagnés de John Higginson pour s'installer eux aussi dans la région de Bouloupari, au point que l'on pourrait qualifier de "colonisation Cruickshank" cette première phase de colonisation. Avec l'installation de ces premiers colons, le périmètre de Bouloupari est délimité dès 1868 par le géomètre Jules Parquet, sans cependant prévoir de centre urbain.
Au début des années 1870, sur le périmètre voisin de la Ouaménie, le développement industriel de la région commence avec l'érection d'une usine sucrière (de 1870 à 1872) par Louis Nas de Tourris, mandataire d'un riche sucrier réunionnais Le Coat de Kervéguen. En avril 1870, Nas de Tourris demande un terrain de plus de 1000 hectares du périmètre de Ouaménie pour développer la culture de la canne. Dans ce contexte d'un développement agricole et industriel prometteur, naît l'idée de créer une ville sur la presqu'île de Bouraké. L'administration fait donc réserver un emplacement de 1180 ha pour la future ville de Bouraké (arrêté du 3 novembre 1871). Le choix de la presqu'île de Bouraké s'appuie surtout par sa position favorable de port de mer qui permet l'écoulement des produits de l'usine. En janvier 1873, l'administration fait même délimiter un petit centre agricole, la Oua Tchoué au nord de la concession de Nas de Tourris, soit 25 lots d'environ 10 ha pour être proposés à titre onéreux, aux immigrants débarqués à Nouméa le 8 janvier 1873 de l'Alceste. Aucun immigrant ne se présente ; le terrain n'est d'ailleurs d'aucune fertilité. Bouraké reste à l'état de projet car l'usine de la Ouaménie, comme toute l'industrie sucrière en Nouvelle-Calédonie souffre rapidement des aléas climatiques et des dégâts causés aux cultures par les sauterelles. À la veille de l'insurrection de 1878, la région reste sans centre urbain.
Ceci étant, le site du futur village de Bouloupari possède déjà avant l'insurrection, une gendarmerie, un bureau du télégraphe et un camp de transportés. Henri Rivière (1881) dans son ouvrage Souvenirs de la Nouvelle-Calédonie. L'insurrection canaque (page 172) le décrit ainsi : « Bouloupari est sur un plateau ou plutôt sur deux plateaux qui se rejoignent, au même niveau, par un chemin bordé d'arbres. Sur le premier plateau, du côté de Nouméa, est le poste proprement dit, la gendarmerie, le télégraphe, les magasins de vivres; sur l'autre, d'où l'on domine la route que nous avions suivie, est le camp des transportés...". L'Annuaire de 1872 indique deux commerçants patentés à Bouloupari : Mostini dont l'hôtel est situé après la Oua Ya au carrefour de la route vers Thio et Panormo dont le store se situe sur l'autre rive, non loin du camp de transportés.
Le 25 février 1876, un arrêté (no 104) du gouverneur crée un bureau d'état-civil pour la circonscription de Boulouparis, s'étendant sur un large périmètre entre Ouinané et la Ouaménie supérieure.
L'insurrection de 1878 précipite le mouvement avec l'érection de trois forts militaires dès juillet-août 1878 à Bouloupari, haute Ouaménie et Kuen-Thio. Cela débouche sur l'édification du centre urbain de Bouloupari auprès du poste militaire. Le centre de Bouloupari est donc né de l'insurrection.
En effet, à la suite des événements de juin 1878, le gouverneur Olry promet aux colons de la région, particulièrement éprouvés par les tragiques massacres du 26 juin 1878, de leur accorder un lot de terrain à titre gratuit et de faire délimiter un village (Conseil privé du 8 mars 1879) auprès du poste militaire. Un lotissement de 20 lots urbains de 27 ares chacun est préparé, et, le 15 décembre 1878, les lots (no 3 à 12) sont tirés au sort entre une dizaine de colons. Douze premiers lots sont attribués à la date du 23 décembre 1878 d'après le plan du village dressé par le commandant supérieur de l'Arrondissement, L. Bagay. Il s'agit de colons déjà installés dans la région, notamment des éleveurs comme Walker, Bull, Chardar, Lewis, Vergès, Fricotté (gérant de station), Arthaud (en bas du col de Nassirah), Mostini (commerçant italien), Sairaison (ancien gendarme). Le plan du lotissement présenté par le directeur de l'Intérieur, L. Armand, est approuvé dans la séance du Conseil privé du 8 mars 1879 et par la même occasion, sept autres lots sont présentés.
Le 2 juillet 1879, le gouverneur Olry institue une Commission municipale pour le centre de Bouloupari (3 membres). La première Commission fonctionne du 6 août 1879 au 30 octobre 1881 avec Jean Chardar comme président et MM. Sairaison et Fricotté comme membres.

### 1881-1920
De 1887 à 1897, fonctionne le bagne de Camp Brun.

## Administration
| Période                                  | Période  | Identité                     | Étiquette                                 | Qualité |
| ---------------------------------------- | -------- | ---------------------------- | ----------------------------------------- | --- |
| Les données manquantes sont à compléter. |          |                              |                                           | |
| 1961                                     | 1967     | Luc Blum                     |                                           | |
| 1967                                     | 1971     | Georges Creugnet             |                                           | Éleveur |
| 1971                                     | 1977     | Maurice Ollivier             |                                           | |
| 1977                                     | 1983     | Georges Guerlain (1913-2003) | RPC puis RPCR                             | Fonctionnaire |
| 1983                                     | 1995     | Michel Magnier,              | RPCR                                      | Instituteur puis directeur d'école |
| 1995                                     | 2020     | Alain Lazare                 | RPCR puis Rass.-UMP puis Rassemblement-LR | Ancien chargé de mission Membre du Congrès de la Nouvelle-Calédonie (2009 → 2019) Membre du Gouvernement de la Nouvelle-Calédonie (2001 → 2004) |
| 2020                                     | En cours | Pascal Vittori               | Tous Calédoniens-LC                       | Fonctionnaire Président de l'Association des maires de Nouvelle-Calédonie (2024 → )                                                             |

## Démographie
L'évolution du nombre d'habitants est connue à travers les recensements de la population effectués dans la commune depuis 1956. À partir de 2006, les populations légales des communes sont publiées annuellement par l'Insee, mais la loi relative à la démocratie de proximité du 27 février 2002 a, dans ses articles consacrés au recensement de la population, instauré des recensements de la population tous les cinq ans en Nouvelle-Calédonie, en Polynésie française, à Mayotte et dans les îles Wallis-et-Futuna, ce qui n’était pas le cas auparavant. Ce recensement se fait en liaison avec l'Institut de la statistique et des études économiques (ISEE), institut de la statistique de la Nouvelle-Calédonie. Pour la commune, le premier recensement exhaustif entrant dans le cadre du nouveau dispositif a été réalisé en 2004, les précédents recensements ont eu lieu en 1996, 1989, 1983, 1976, 1969, 1963 et 1956.
En 2019, la commune comptait 3 315 habitants, en augmentation de 10,32 % par rapport à 2014 (Nouvelle-Calédonie : +0,98 %).
| 1956 | 1963 | 1969 | 1976 | 1983  | 1989  | 1996  | 2004  | 2009  |
| ---- | ---- | ---- | ---- | ----- | ----- | ----- | ----- | ----- |
| 483  | 635  | 846  | 925  | 1 139 | 1 456 | 1 591 | 2 089 | 2 418 |

| 2014  | 2019  | - | - | - | - | - | - | - |
| ----- | ----- | - | - | - | - | - | - | - |
| 3 005 | 3 315 | - | - | - | - | - | - | - |

## Tribus
- Aire coutumière Xaracuu sud
  1. District Païta : Ouinané-Nétéa, Ouitchambo
  2. Tribus indépendantes : Kouergoa, Nassirah Ya

## Clans traditionnels kanaks de la région de Boulouparis
Owi (orthographié également Howi/Hawi/Haoui/Awi/Aoui/Aouis/Ahououi/Oui/Ali dans la littérature coloniale).
Dans les récits généalogiques, on cite : " Owi mè Bûrûpwari "
Owi (Thio, Boulouparis et Lafoa)
Clan suzerain historiquement installé dans les hautes vallées de Ouaménie (Boulouparis) et de Pocquereux (Lafoa), ainsi que dans la vallée Kuenthio sur la rive gauche en direction de Thio. Ce clan est connu pour avoir participé à l'insurrection kanak de 1878 dans la région de Boulouparis et de Thio aux côtés de Atai (chef de la révolte kanak de 1878)
Dans le clan Owi, se retrouve plusieurs citations :
-1) 
-"Owi mê Néssoré"
-"Tenda mê Chiwaoû"
-"Kata mê Noûri"
-2)
-"Djitoua mê Owi"
-"Owi mê Néssoré/Nonnaro"
-"Ipéré/Upéré/Ovéré
-"Ouenpouékou mê Némouaréô"
-3)
-"Owi mê Nonnaro"
-"Mwêrê/Mwâroû mê Ipéré/Upéré/Ovéré"

Bûrûpwari (Boulouparis):
Sous-branche du clan Koindé principalement établi à Boulouparis et qui par extension a donné le nom à sa commune de rattachement.
Sous-branche "Bûrûpwari" du clan Koindé : Caramessi, Moareho et Bourebare (Bûrûpware/Bûrûbware) à l'ile des Pins.
Kays mê Bwia:
2 clans de la vallée de Boulouparis.
Manran/Mônrôn
Clan principalement établi à " Nassirah "
Koindé/Coindé/Kwadé/Xwadé:
Clan traditionnellement établi à Boulouparis et à Lafoa, mais dont une branche s'est réfugiée à la tribu de Koindé à Lafoa en 1878. La tribu porte le nom de leur clan.
Dans le clan Koindé, plusieurs citations traditionnel géographique et généalogique:
Paysage traditionnel et social de la région Bûrûpwari
-"Déxû mê Bûrûpwari"
-"Demoaciri"
-"Dawaméa"
Citation traditionnel
-"Koindé mê Molheu"
-"Oûa mê Némouaré"
-"Hopau (Opao) mê Baratho"
-"Nanhou (Nohou) mê Nowaimia"
-"Chakere mê Moignadhi"
-"Poliba Mê Assao"
-"Akéoua (Akioua) mê Boin Nékoé (Boin Nékoi)"
-"Choulhoubamé"

## Chefs traditionnels kanaks en 1878
Chef: Djeuda (grand Chef Owi de la région Kuenthio et révolté en 1878).
Grand Chef Kanak en 1878, originaire du village de Kuan-Koué, de la grande tribu Owi (Howi/Aouis/Aouie/Haouis) détruit en 1878, situé dans la vallée de Kuenthio (entre Boulouparis et Thio). Il est connu pour avoir mené les Kanaks de sa tribu et avec celle des Koa et des Pocquereux à l'insurrection de 1878, dans la région de Boulouparis et de Thio de juin 1878 à avril 1879. Il sera capturé en avril 1879, sera ramené au camp de Servan à Kuiné, Canala, où il sera fusillé sans jugement en cours martial. Djeuda fut notamment concerné par l'affaire CHENE, ancien forçat assassiné à la Ouaménie le 19 juin 1878, car il fut l'un des 8 chefs de tribus dans la région de Boulouparis, capturé et enfermé par les gendarmes de cette circonscription à la brigade de Boulouparis.
Dans la littérature coloniale relatant de cet épisode insurrectionnel kanak dans la région de Boulouparis et de Thio, selon les auteurs des écrits "Djeuda" fut également orthographié "Judano/Judanon/Junda/Gudano", mais selon la vraie prononciation phonétique son prénom s'écrit "Djeuda".
Chef: Djeukimoa (Chef Owi)
Chef : Achaou (Chef Owi)
Chef: Bourgawa (Chef Owi)
Chef Cham (Chef Owi de la région de Boulouparis et révolté en 1878) 
Originaire plus précisément du village de Tchinée détruit en 1878, situé à proximité du village actuelle de Boulouparis. Le prénom de Cham fut également orthographié "Shamme" dans la littérature coloniale l'insurrection Kanak de 1878.
Chef Nondo (Chef d'un ancien village Owi dans la vallée de Kuenthio)

## Lieux et monuments

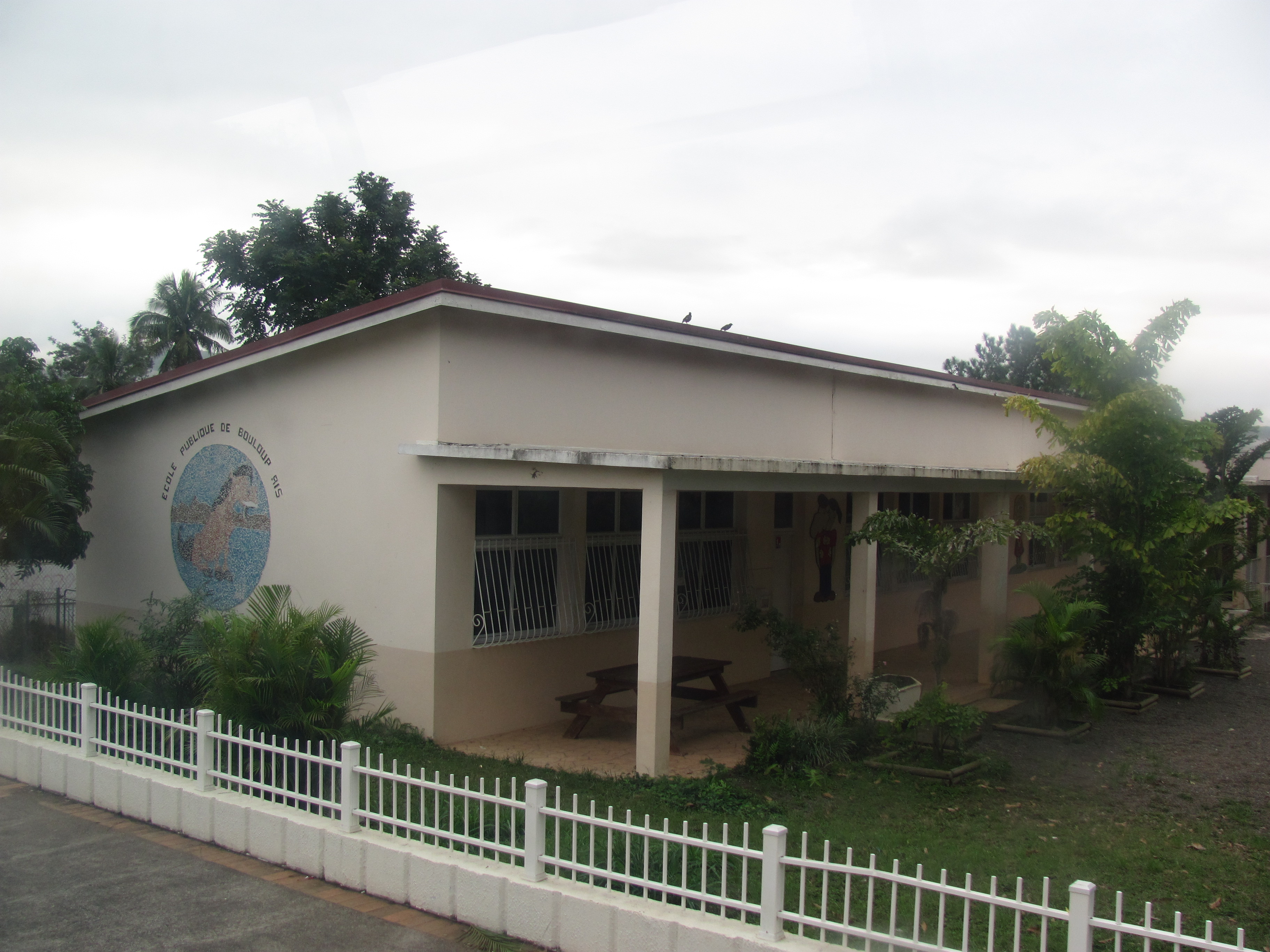
L'école de Bouloupari.

- Église Sainte-Anne de Boulouparis.
- Sur le site de l'usine sucrière de la Ouaménie construite en 1872 se dresse encore une cheminée carré d'une vingtaine de mètres de hauteur ainsi que quelques murs et une chaudière en fonte à double bouilleur.
- La région de la Ouaménie sur le site de Gilliès possède encore l'une des quinze maisons construites par les relégués en 1890 pour accueillir les 53 colons de la Société française de Colonisation venus de Montpon-Ménestérol en Dordogne sous la conduite d'Auguste Cook.
- L'ancienne propriété Warnery sur la route de Thio, possède de très beaux vestiges d'habitation coloniale ainsi que ceux d'une fabrique. Elle fut à la fin du XIXe siècle rachetée par les frères Le Goupils, dont Marc, illustre professeur agrégé de Lettres au lycée Louis-le-Grand à Paris devenu l'espace de quelques années planteur de café en Nouvelle-Calédonie. Il est l'auteur d'un célèbre ouvrage critique de la colonisation Feillet: Comment on cesse d'être colon publié en 1902.
- Sur la route du col de Nassirah on peut apercevoir sur la droite vers Thio, le seul vestige en pierre (casemate cubique) de l'ancien fort de Kuen-Thio construit au début de l'insurrection de 1878.
- Tomo, avec son appontement et son église qui donne lieu à un pèlerinage annuel. La petite chapelle possède une statue de sainte Thérèse de Lisieux offerte par une famille de colons du nord de la France métropolitaine, les Duflos de Lille, en remerciement du passage sain et sauf après tempête, à bord du Louqsor, en 1926. Non loin du wharf se dressent les vestiges de l'ancienne brigade de gendarmerie à cheval et de l'ancien télégraphe de Tomo.
- Chapelle Sainte-Thérèse-de-l'Enfant-Jésus de Tomo.
- Deux ponts en pierre de taille, construits par les transportés et achevés en 1887, enjambent la Oua Tchoué, puis la Ouaménie sur la RT1.
- Au lieu-dit Camp Brun vers La Foa, se trouvent les vestiges du terrible camp de redressement de l'Administration pénitentiaire destiné à mater les fortes têtes. Enfouis sous une épaisse végétation, il ne reste que les ruines des cellules et les puits.

## Animations
- marché de Tomo, premier dimanche du mois, à l'embarcadère,
- marché des artisans, parc de la Ouaya, second samedi du mois,
- fête de Bouloupari[8], en mai : cerfs, crevettes, poussins...
- festival de la BD et de l'image, en août, une année sur deux,
- productions locales : huiles essentielles, liqueurs, savons, saucissons,
- productions artisanales : sculptures,

## Activités d'intérêt touristique
- marina, activités nautiques, stand-up paddle, excursions, taxi-boat, pêche,
- randonnées pédestres : mont Humboldt (1618 m), mont Tonta (1141), Dent de Saint-Vincent (1441), pic Outchambo (tribal),
- randonnées équestres,
- golf 18 trous international, tennis,
- planeurs,
- chasse,
- hébergement, restauration,

## Repères nord-sud:RT1Moindou-Bouloupari
- commune de Moindou (Mwâhruu)
  - plage de la Garde (Né Ara Meuxi), gîte Les Nautiles,
  - Kéré,
  - baie de Moindou, île Saint-Dié (Nü Yéyé),
  - RM2 : Moméa,
  - RM25 : Oua-Oué (Wawé), et vers Bourail,
  - RM9-RM7 : Katrikoin (Table-Unio), et vers Bourail,
  - Petit Moindou,
  - Ryawa, palmiers royaux,
  - RM6 : La Résidence, ancienne demeure coloniale, sentier des Gorges de Moindou, barrage,
  - RM3 : Téremba, ancien fort Téremba, musée et circuit commémoratif, le Banian, baie de Téremba,
  - presqu'île de Tanghi, plages, île Mara, île Corbeille (Cotogi),
  - baie de Ouarail,
- commune de Farino (Udi Pwe)
  - VU et RP5 : Focola, Fonwhary (Fô Wari), Farino, Tendéa, Parc des Grandes Fougères, Plaine aux Truies, le Cœur de Farino,
- commune de Sarraméa (Xûâ Chârâmèa)
  - RP5 : Petit Couli (Kwyri Amure), Grand Couli (Kuriaati), col d'Amieu (Ö Chönaxwéta, 425 m); transversale RP5 : Koh, Kouaoua, Canala, Thio,
  - Sarraméa (Chara Méa), La Cuve (Timi, trou Feuillet), plateau de Dogny (1010 m), cascade, sentier botanique, vers Ema (Amé),
- commune de La Foa (Fo Xa)
  - Thia, marais d'Amboa, Apikwuanthaï,
  - La Foa, parc, passerelle suspendue Marguerite,
  - Nily, Méaré,
  - Les 4 routes, Pierrat (Pieta), auberge de Pierrat, Kouma, Ouipoin (Wi Pwê) (GR), Koindé (Xwi Déé), Réserve Botanique Spéciale du Pic Ningua, RP4 vers la côte est,
  - Naïna (Tôrô Méda), Naïna Parc,
  - vers Amboa, marais, Caillou, Presqu'île Lebris, île Lebris (Nai Nitaru),
  - déchetterie, Institut Agronomique Calédonien, La Petite Ferme, Pocquereux (randonnées),
  - aire de stationnement de Taïchen, La Foa Randonnées,
  - Forêt Noire, gîte,
  - Col du Bonhomme (Méé Xwaütobwé),
  - station Popidéry, vers la baie de Chambeyron,
  - aérodrome de Oua Tom, aéroclub, parachutisme,
  - presqu'île de Ouano, plages, wharf, Réserve Naturelle (dont îlots : N'Digoro, Kondoyo (Kâtiö)),
    - sentiers mangroves : Nipwinô (3,8 km, pointe nord, surf, deck), Nidöwé (4,6 km, palétuvier, oiseaux), Méégiwé (1,6 km, pic et table d'orientation),

  - vers l'intérieur : Oua Tom (Watom), Chez Georgette,
- commune de Bouloupari (Berepwari)
  - Camp Brun,
  - vallée de l'Oua Nonda : Ouaménie,
  - vers Gilles, presqu'île de Bouraké, ruines pénitentiaires, baie de Perseval, îles : Puen, Ténia, Leprédour, Ducos, Hugon,
  - vers Ouitchambo, Pic d'Outchambo,
  - vers Nassirah, col de Nassirah, Réserve de faune et de flore du Mont Do, transversale vers Thio,
  - Bouloupari(s),
  - vers base de Perseval, Port-Ouenghi, marina,
  - vers Ouinané, Nétéa, Dent de Saint-Vincent (1441 m),
  - vallée de la Ouenghi, golf
  - Tomo, wharf, aire de loisirs,
  - vallée de la Tontouta,
- commune de Païta
  - aéroport de La Tontouta

## Personnalités liées à la commune
- Georges Le Carrour (1915-1944), résistant français, Compagnon de la Libération.